# Cabra guisandesa
La Guisandesa es una raza caprina autóctona española originaria del municipio abulense de Guisando, en Castilla y León. Su localiza únicamente en los municipios de Guisando y Candeleda, en el sur de la Sierra de Gredos.
Se trata de una raza antigua que no está incluida en el Catálogo Oficial de Razas de Ganado de España del Ministerio de Agricultura, Pesca y Alimentación, por lo que no tiene reconocimiento oficial. La Consejería de Agricultura y Ganadería de la Junta de Castilla y León, en colaboración con el centro de selección y mejora genética de ovino y caprino Ovigen, inició un programa de recuperación de la raza en 2018, y la Diputación Provincial de Ávila trabaja desde el año 2020 con el mismo objetivo.
Se conservan menos de 1.000 ejemplares, buena parte de ellos cruzados, y muy pocos ejemplares puros ubicados en la Sierra de Gredos, y la Junta de Castilla y León adquirió diecisiete ejemplares de esta raza, trece hembras y cuatro machos con el fin de comenzar los trabajos de recuperación.
Es una raza de aptitud mixta, pues se explota tanto para la producción de cabritos como para la producción de leche empleada en la elaboración de quesos.